# Касьян (ім'я)
Касья́н (Касіян, Кас'ян) — християнське чоловіче ім'я. Походить із лат. Cassian, утвореного від лат. Cassis — «шолом» («шоломоносець», «воїн»), або лат. Cassius — «походить з роду Кассіїв». Жіночий варіант імені — Каська, Касьянка (прізвисько в значенні «донька, молодша сестра Касьяна»), англ. Cassia.  Від імені Касьян походять українські, російські та білоруські прізвища: Касьян, Касьяненко, Касьянов та Касіянович.
Іменини: Касіянів день — 29 лютого (13 березня за юліанським календарем). 

## Іншомовні аналоги
- англ. Cassian
- біл. Касьян
- лат. Cassianus
- рос. Касьян
- фр. Cassien

## Відомі особистості
- Кассіян Автунський [Архівовано 6 серпня 2020 у Wayback Machine.] (?—†бл.350) — єпископ з Автуну (Франція)
- Кассіан Андор [Архівовано 1 лютого 2018 у Wayback Machine.] — офіцер розвідки Альянсу повстанців у «Зіркових війнах».
- Касьян Голейзовський (1892-1970) — артист балету і балетмейстер-новатор, реформатор російського балету (1920—1930), один із засновників українського балетного театру.
- Касіян Грек [Архівовано 29 грудня 2019 у Wayback Machine.] (Учемський, 1428—1504) — углицький чудотворець, мангупский князь Костянтин, що прийняв постриг і заснував Успенський храм, який поклав початок Учемской обителі.
- Кассіан Затвірник (XIII-XIV ст.) — український православний святий, Києво-Печерський чернець.
- Касіян з Імоли (бл. 240—303) — латинський єпископ, викладач граматики та літератури, священномученик.
- Касіян Кирилівський [Архівовано 20 лютого 2020 у Wayback Machine.] (поч. XV ст.- після 1471) — преподобний ігумен Кирилова Білозерського (настоятель) і Спасо-Кам'яного монастирів.
- Касіян Куницький (Михайло Надзбручанин, 1848—1918) — церковний і громадський діяч, священик УГКЦ, довголітній військовий капелан для українських вояків у австрійській армії, літератор, меценат.
- Касіян (Лехницький) (бл. 1734—1784) — український церковний діяч, професор, ректор Києво-Могилянської академії, архімандрит.
- Касіян Новгородський (?—†1505) — архімандрит Юр'єва монастиря, був страчений як єретик.
- Касіян Римлянин (бл.360—435) — християнський богослов, засновник чернецтва в Галлії і один з головних теоретиків чернечого життя.
- Касіян Рязанський [Архівовано 25 лютого 2022 у Wayback Machine.] — єпископ рязанський і муромський.
- Касіян Сакович (бл. 1578—1647) — руський шляхтич, церковний діяч і письменник-полеміст, ректор Київської братської школи у 1620—1624 рр.
- Касіян Танжерський [Архівовано 16 березня 2022 у Wayback Machine.] (?—†298) — християнський мученик, кончину якого пов'язують з мучеництвом св. Маркела танжерського.
- Кассіан (Шостак, нар. 1968) — єпископ Іванівський, вікарій Київської єпархії (УПЦ МП), намісник Архангело-Михайлівського Звіринецького монастиря.
- Касіян Ягельський (бл.1736—1774) — доктор медицини, один із засновників епідеміології в Російській імперії.
- Касіян (Ярославський) (1899-1990) — архієпископ Костромський і Галицький (РПЦ).